# Магазинська сільська рада
Магази́нська сільська́ ра́да — адміністративно-територіальна одиниця та орган місцевого самоврядування у Красноперекопському районі Автономної Республіки Крим. Адміністративний центр — село Магазинка.

## Загальні відомості
- Населення ради: 2 959 осіб (станом на 2001 рік)

## Населені пункти
Сільській раді підпорядковані населені пункти:
- с. Магазинка
- с. Богачівка
- с. Новоіванівка
- с. Новоолександрівка

## Склад ради
Рада складалася з 16 депутатів та голови.
- Голова ради: Удовиченко Людмила Василівна
- Секретар ради: Бєляєва Марія Степанівна

### Керівний склад попередніх скликань
| Прізвище, ім'я, по батькові  | Основні відомості                                                         | Дата обрання | Дата звільнення |
| ---------------------------- | ------------------------------------------------------------------------- | ------------ | --------------- |
| Одинцов Олександр Сергійович | Сільський голова, 1951 року народження, безпартійний                      | 26.03.2006   | 31.10.2010      |
| Удовиченко Людмила Василівна | Сільський голова, 1961 року народження, освіта вища, член Партії регіонів | 31.10.2010   |                 |

Примітка: таблиця складена за даними сайту Верховної Ради України

### Депутати
За результатами місцевих виборів 2010 року депутатами ради стали:

#### За суб'єктами висування
| Суб'єкт висування | Кількість обраних депутатів | %    |
| ----------------- | --------------------------- | ---- |
| Партія регіонів   | 13                          | 81,3 |
| Самовисування     | 3                           | 18,8 |

#### За округами
| № округу        | Прізвище, ім'я, по батькові        | Дата визнання обраним | Освіта  | Партійна приналежність | Відомості про обраного депутата                              |
| --------------- | ---------------------------------- | --------------------- | ------- | ---------------------- | ------------------------------------------------------------ |
| Партія регіонів |                                    |                       |         |                        |                                                              |
| 1               | Самченко Олена Олександрівна       | 10.11.2010            | вища    | позапартійна           | тимчасово не працює                                          |
| 2               | Долгополова Валентина Виніаміновна | 10.11.2010            | вища    | член Партії регіонів   | магазин № 38, продавець                                      |
| 3               | Михайлік Володимир Олексійович     | 10.11.2010            | вища    | позапартійний          | тимчасово не працює                                          |
| 4               | Бєляєва Марія Степанівна           | 10.11.2010            | вища    | член Партії регіонів   | Магазинська сільська рада, секретар                          |
| 5               | Казмірчук Юлія Олександрівна       | 10.11.2010            | вища    | позапартійна           | Магазинська загальноосвітня школа, вчитель                   |
| 7               | Сізонєнко Галина Олександрівна     | 10.11.2010            | вища    | позапартійна           | Магазинський навчальний дошкільний заклад, вихователь        |
| 10              | Кокалова Алла Едуардівна           | 10.11.2010            | середня | член Партії регіонів   | тимчасово не працює                                          |
| 11              | Мусаєв Сеньйор Усайович            | 10.11.2010            | середня | позапартійний          | тимчасово не працює                                          |
| 12              | Нечитайло Інна Георгіївна          | 10.11.2010            | вища    | член Партії регіонів   | Магазинська загальноосвітня школа, вчитель                   |
| 13              | Балачук Лідія Миколаївна           | 10.11.2010            | середня | член Партії регіонів   | пенсіонер                                                    |
| 14              | Ахмєтова Мір'єм Абібулаєвна        | 10.11.2010            | вища    | позапартійна           | Магазинська загальноосвітня школа, вчитель                   |
| 15              | Карандашева Алла Іванівна          | 10.11.2010            | середня | позапартійна           | тимчасово не працює                                          |
| 16              | Мустафаєва Лутфіє                  | 10.11.2010            | вища    | позапартійна           | пенсіонер                                                    |
| Самовисування   |                                    |                       |         |                        |                                                              |
| 6               | Волобуєва Світлана Миколаївна      | 10.11.2010            | середня | позапартійна           | тимчасово не працює                                          |
| 8               | Кравцов Андрій Олександрович       | 26.09.2011            | середня | член Партії регіонів   | приватний підприємець                                        |
| 9               | Авраменко Людмила Олександрівна    | 10.11.2010            | вища    | член Партії регіонів   | Магазинська сільська рада, інспектор воєнно-облікового столу |